# 신례원역
신례원역(Sillyewon station, 新禮院驛)은 대한민국 충청남도 예산군 예산읍에 위치한 장항선의 철도역이다. 모든 무궁화호와 일부 새마을호와 일부 ITX-마음 열차가 정차하고 있다.

## 역명 유래
조선시대에 이곳에 신례원이 있어 왕명을 받은 관원의 숙소가 되었으므로 신례원이라 붙인데서 유래하였다.

## 역사
- 1922년 6월 15일 : 운전간이역으로 영업 개시[2]
- 1935년 3월 1일 : 보통역으로 승격됨과 함께 역사 신축
- 1968년 5월 1일 : 역사 신축 착공
- 1968년 11월 1일 : 역사 신축 준공
- 1992년 6월 10일 : 소화물 취급 중지[3]
- 1998년 12월 1일 : 장항선 전구간 비둘기호 운행중단
- 2004년 4월 1일 : 장항선 통일호 운행중단
- 2007년 6월 1일 : 새마을호 열차 정차 개시(상/하행 1편)
- 2007년 12월 21일 : 장항선 직선화로 인한 타는 곳 100m 이전
- 2008년 10월 17일 : 역사 이전 신축 (신례원리 323-2번지 → 신례원리 244-2번지)
- 2010년 12월 30일 : 화물 취급 중지[4]
- 2015년 5월 29일 : 화물 취급 재개[5]
- 2024년 11월 2일 : ITX-마음 운행 개시

## 역 구조
승강장은 2면 4선의 쌍섬식 승강장으로 운용된다.

### 승강장
| ↑ 도고온천         |
| \| １２ \| ３４ \| |
| 예산 ↓             |

| 1 | 장항선 | 새마을호·ITX-마음·무궁화호 | 사용하지 않음       |
| 2 | 장항선 | 새마을호·ITX-마음·무궁화호 | 천안·수원·용산 방면 |
| 3 | 장항선 | 새마을호·ITX-마음·무궁화호 | 대천·장항·익산 방면 |
| 4 | 장항선 | 새마을호·ITX-마음·무궁화호 | 사용하지 않음       |

## 사진

역사 안쪽
역무실 입구

## 인접한 역
| 장항선             | 장항선          | 장항선                 |
| ------------------ | --------------- | ---------------------- |
| 온양온천 용산 방면 | 새마을호 장항선 | 예산 익산 방면         |
| 예산 내선순환 방면 | ITX-마음 평택선 | 온양온천 외선순환 방면 |
| 신창 용산 방면     | ITX-마음 장항선 | 예산 홍성 방면         |
| 도고온천 용산 방면 | 무궁화호 장항선 | 예산 익산 방면         |